# Kanópuszedény

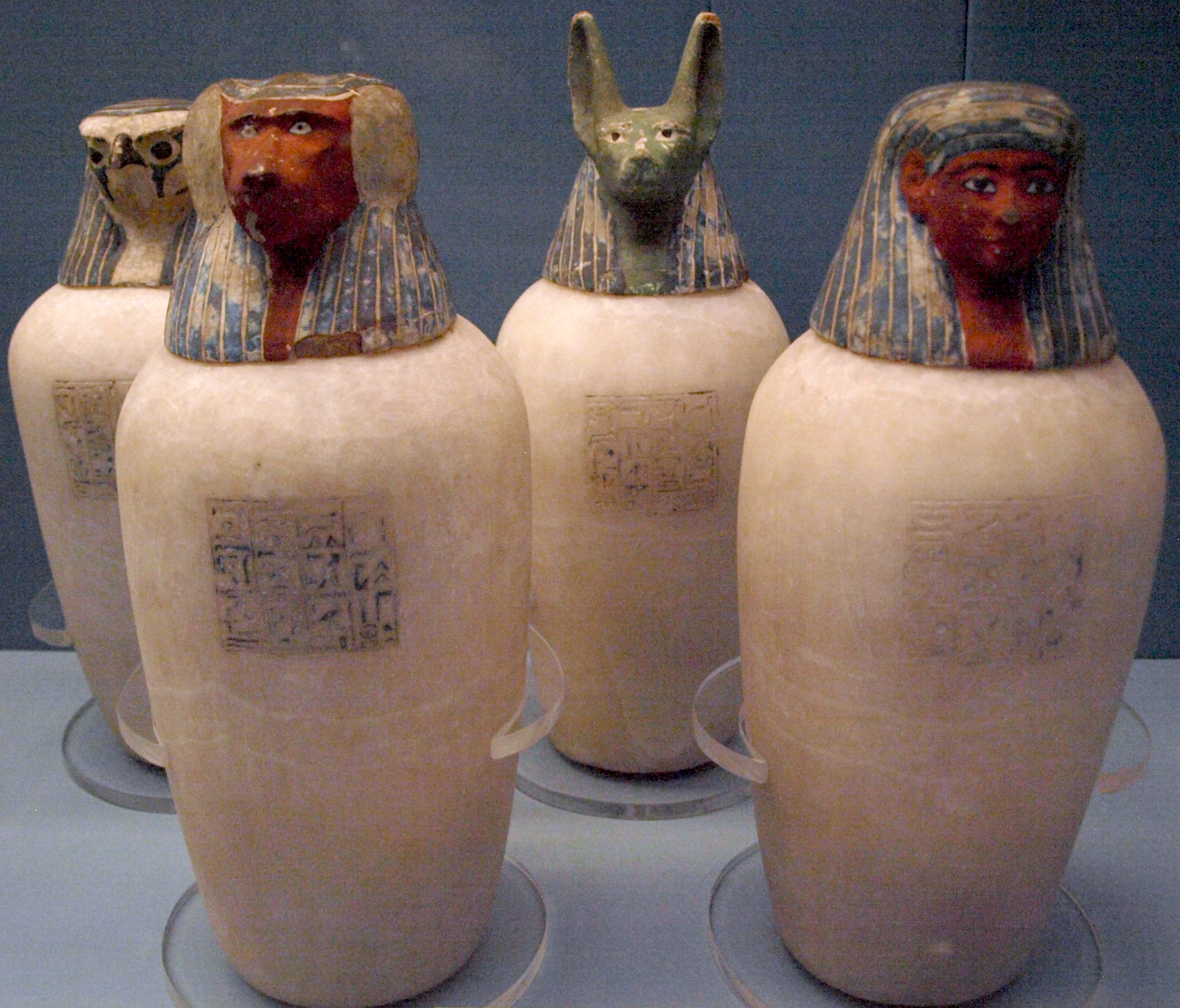
Neszihonsz, II. Pinedzsem felesége kanópuszai a Hórusz-fiakkal

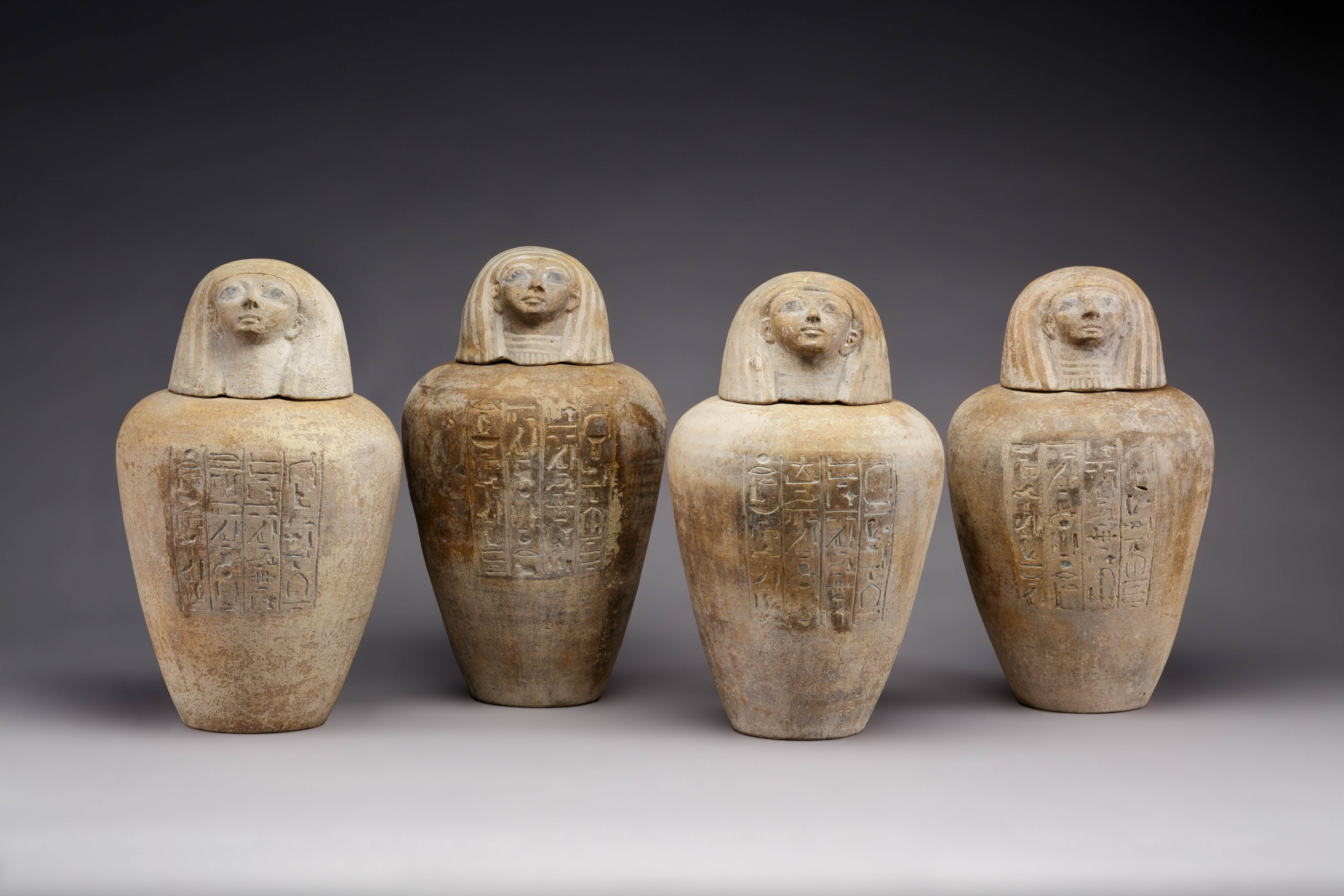
Ruiu kanópuszai, emberfejjel

A kanópuszedény az ókori egyiptomi temetkezéseknél az elhunyt belső szerveit tartó keményfa, kő vagy kerámia edény. Alkalmazásuk elterjedésétől kezdve mindig pontosan négy van belőlük (ez alól egyetlen kivétel ismert; Iputnak, Teti feleségének öt kanópuszát találták meg.), vagy, a szaiszi kor egy időszakában, amikor a belső szerveket preparálás után visszahelyezték a hasüregbe, egy sincs, helyettük álkanópuszokat alkalmaztak.
A kanópuszedényeket többnyire díszes tartóba, kanópuszládába téve helyezték az elhunyt sírjába. Királyi temetkezéseknél a kanópuszedényeknek külön hely is készülhetett a síron belül.

## Története
Az V. vagy VI. dinasztia korától alkalmazták, Hotepheresz királyné (Hufu anyja) sírjában még négy részre osztott alabástrom ládában helyezték el a belső szerveket. A kanópuszedényt eredetileg egyszerű lapos fedéllel látták el, a középbirodalom korától emberfejet, az újbirodalom korától négy isten fejét mintázták. A XXV. és XXVI. dinasztia idején, az egyiptomi reneszánsz korában készítettek kanópuszedényeket a korábbi stílusokban is. Iufaa XXVI. dinasztia idején épült aknasírjában a sír tulajdonosának arcképét viselő fedőkkel ellátott kanópuszedényeket találtak.

## Mitológiai kapcsolat
A kanópuszedényekhez négy oltalmazó istennőt társítottak, és a négy Hórusz-fiút. Az urna alakú edények fedele is gyakran a Hórusz-fiúkat formázta, máskor az elhunyt fejét alakították ki rajta (mint Tutanhamon kanopuszedényei esetében). Az istennők – a négy Hórusz-fiúval együtt – nem csak a kanópuszokkal kerültek kapcsolatba, hanem megjelentek a szarkofágokon is, és oltalmazó-segítő szerepben elkísérték a halottat a túlvilági útján.
A négy Hórusz-fiú és a kísérő istennők:
- Az emberfejű Amszet és Iszet (gör. Ízisz), a máj védnökei;
- A majomfejű Hápi és Nebethet (gör. Nephtüsz), a tüdő védnökei;
- A sakálfejű Duamutef és Neith, a gyomor védnökei;
- A sólyomfejű Kebehszenuf és Szerket (vagy Szelket), az egyéb belső szervek védnökei.

A képeken a harmadik átmeneti korban élt Paherenhonszu kanópuszai.

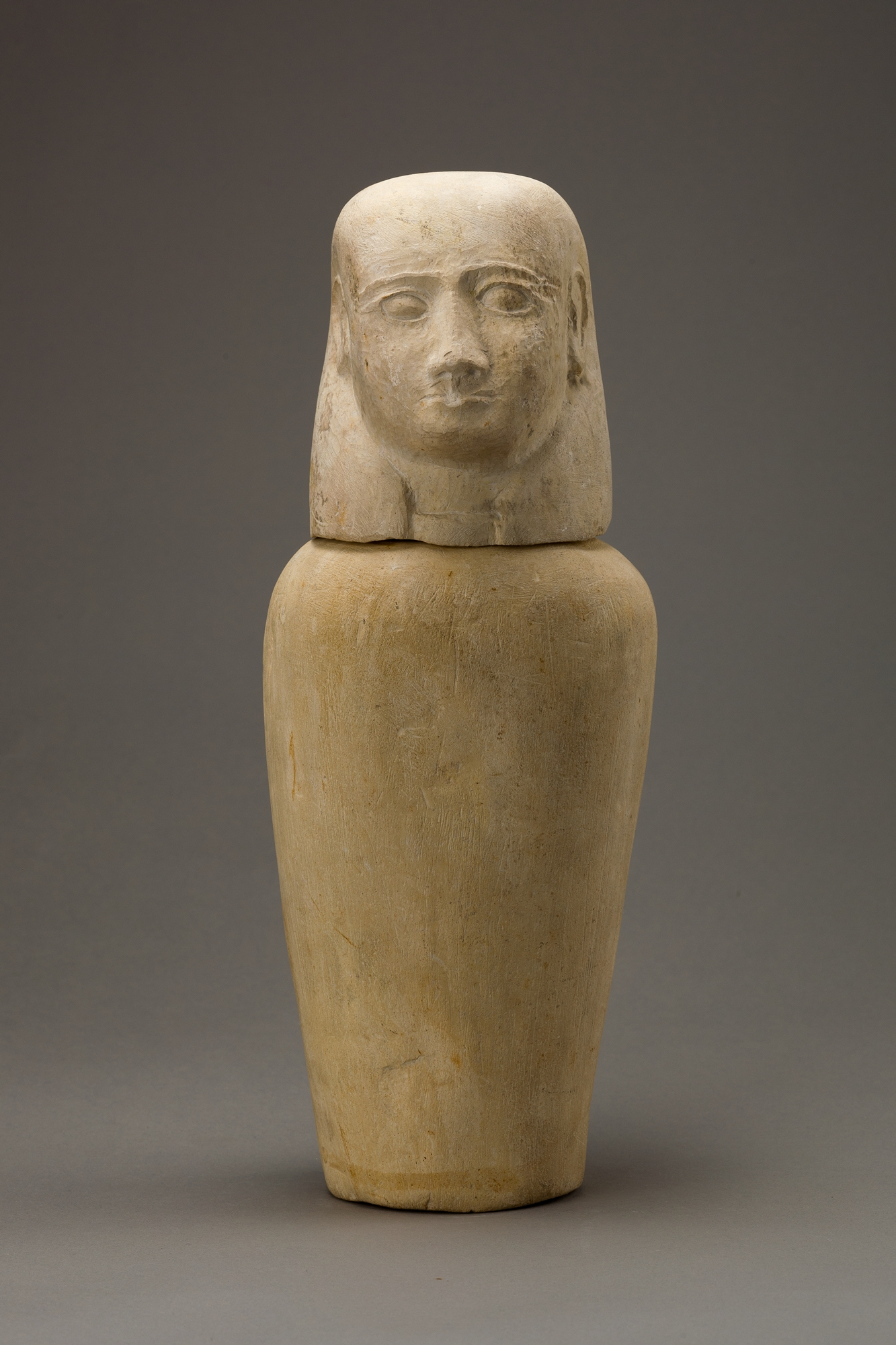
Amszet
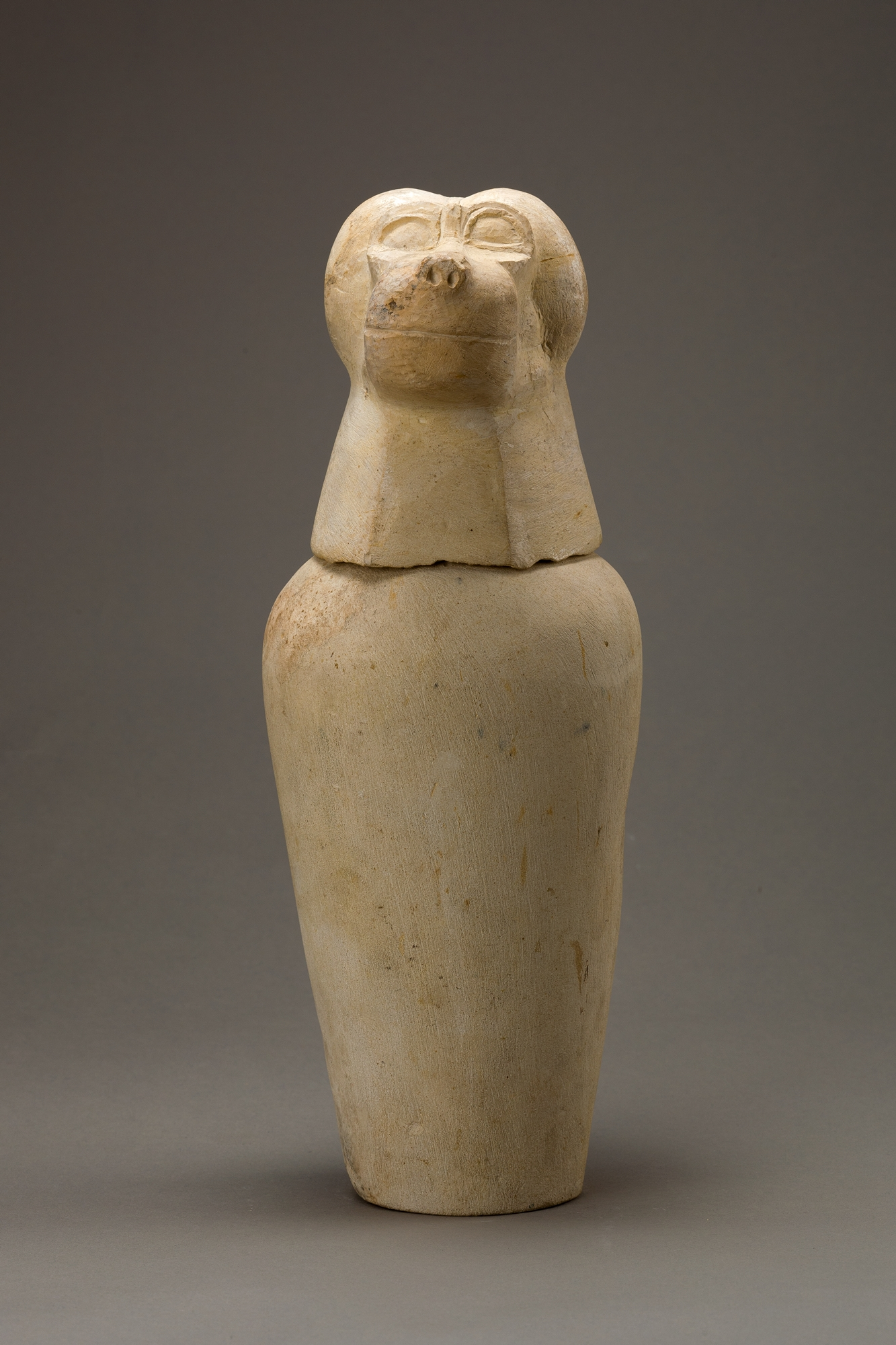
Hapi
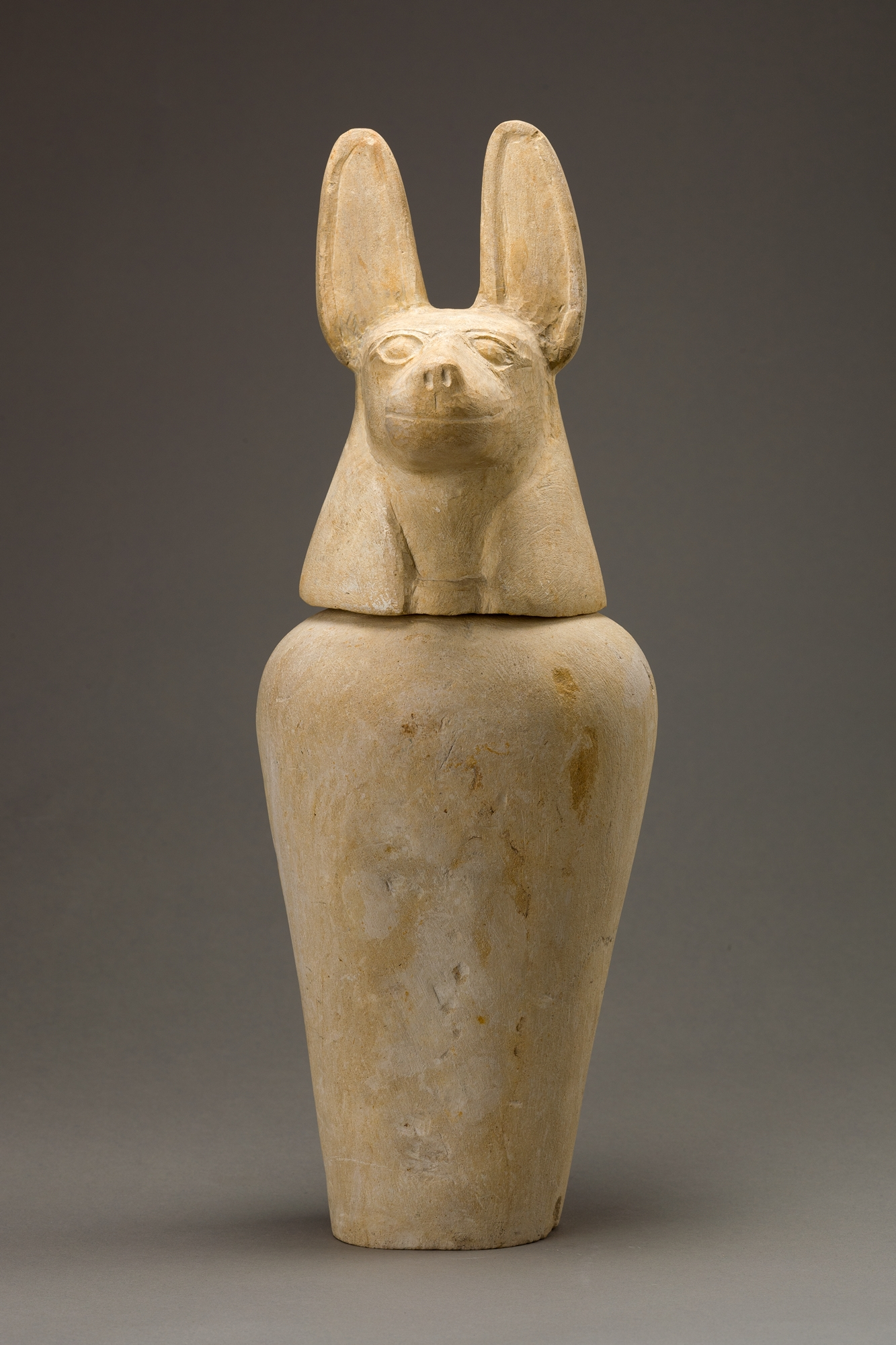
Duamutef
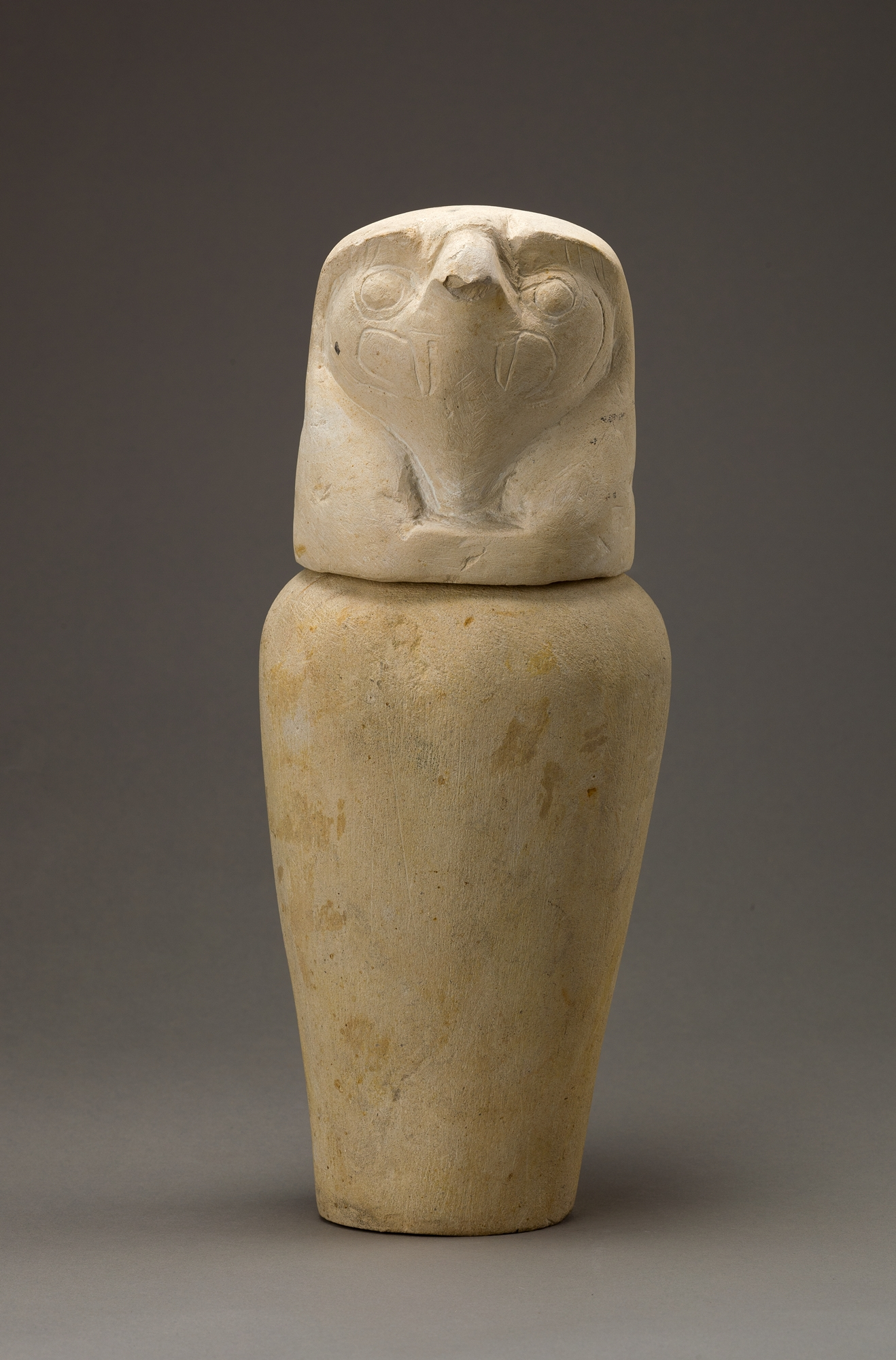
Kebehszenuf

## Álkanópusz
A szaiszi korban a balzsamozók a belső szerveket visszahelyezték a testbe, miután nátronban kiszárították őket, de a kanópuszedényeket ekkor is odatették a halott mellé, hogy vigyázzanak a szervekre. Ezek az úgynevezett álkanópuszok. Formára hasonlóak a kanópuszedényekhez, de nem üregesek.

## Kapcsolódó szócikk
- Usébti

## Ajánlott irodalom
- Kákosy László. Az ókori Egyiptom története és kultúrája. Budapest: Osiris (2003). ISBN 963-389-497-2 ISSN 1218-9855
- szerk.: Shaw, Ian: Az ókori Egyiptom története. Debrecen: Gold Book Kiadó. Fordította: Kmilcsik Ágnes (2004). ISBN 963-425-022-X
- Egyiptológia: Egmont